# Велики краљ
Велики краљ (грч. βασιλεύς μέγας basileus megas) је краљ који влада над више краљева.
Већ су владари Акада узели титулу велики краљ, а после њих хетитски и асирски (Шарру рабû шарру) краљеви. Чак су се и владари малих краљевстава попут каснохетитскога Табала, узимали титулу велики краљ, ако су владали над више кнезова.
За време Ахеменида тај назив је био карактеристичан за персијске владаре. После њих се нарочито партска династија Арсакида тако титулирала. У доба Сасанида уобичајена је била титула „краљ краљева“ (Schah-e Schahan, „Шаханшах“). Титулу „велики краљ“ очито су носили престолонаследници из те династије, али је данас у историјској науци уобичајено да се и сасанидски владари титулирају звањем велики краљ.